# 0 (getal)
Het getal nul, aangeduid met het cijfer 0, duidt aan dat er geen voorwerpen zijn. Het natuurlijke getal 0 wordt gevolgd door het getal 1.
Het woord nul vindt zijn oorsprong in het Latijnse nullus (geen). Het Romeinse numerieke systeem zelf kende het getal nul echter niet. Het komt voort uit de Arabische algebra.
Nul is een hoofdtelwoord.
Het getal nul is niet hetzelfde als het nul-element, maar speelt in sommige gevallen wel de rol daarvan.
Het getal 0 wordt in België beschouwd als zowel positief als negatief, in Nederland als niet positief en niet negatief.
Het getal 0 heeft een aantal unieke eigenschappen: vermenigvuldigen met nul geeft altijd nul; delen door nul is niet toegestaan en ook allerlei andere rekenkundige bewerkingen zijn niet gedefinieerd voor het getal 0.
Om het cijfer 0 en de letter o te onderscheiden, wordt in het cijfer 0 soms een punt of schuin streepje gezet. Vooral in de computerwereld ten tijde van MS-DOS kwam dit vaak voor. De variant met het streepje 0̷ lijkt op de letter Ø, maar het streepje komt niet buiten de ronde vorm. In de praktijk gebeurt dit vaak, foutief, toch. Een nadeel is dat deze notatie op zijn beurt kan worden verward met het symbool voor de lege verzameling uit de verzamelingenleer, voor de klinker Ø of voor het teken dat de diameter aangeeft.

## Betekenissen van nul
- Als iemand nul appels heeft, is dit hetzelfde als te zeggen dat die persoon geen appels heeft.
- Op school is nul fouten het beste resultaat dat een leerling kan behalen. Hoewel in het Nederlandse onderwijs vaak beoordeeld wordt met de puntenschaal van 1 tot en met 10, krijgt een leerling soms een nul om aan te geven dat het resultaat slechter dan slecht is. Een echte nul kan officieel niet gegeven worden. Het is wettelijk vastgelegd dat alle cijfers minimaal een 1 en maximaal een 10 moeten hebben[1]. Voor het centraal schriftelijk eindexamen geldt dit in ieder geval niet, maar vormt de N-term het laagste cijfer.
- De Mayacultuur kende ook het getal nul en had er zelfs een aparte godheid voor.

Zie ook: Geschiedenis van de natuurlijke getallen

## In de wiskunde
- In sommige axiomatische benaderingen van de wiskunde vanuit de verzamelingenleer wordt nul gedefinieerd als de kardinaliteit (aantal elementen) van de lege verzameling.
- In de meetkunde is de dimensie van een punt gelijk aan 0.
- Nul is het neutrale element van de optelling.
- In de kansrekening heeft een gebeurtenis die onmogelijk is, een kans van optreden die gelijk is aan 0.

Hieronder een aantal basisregels die handelen over het gebruik van het getal nul. Deze regels gelden voor elk complex getal {\displaystyle x}, tenzij anders vermeld.
- Optellen: {\displaystyle x+0=x} en {\displaystyle 0+x=x}.
- Aftrekken: {\displaystyle x-0=x} en {\displaystyle 0-x=-x}.
- Vermenigvuldigen: {\displaystyle x\cdot 0=0} en {\displaystyle 0\cdot x=0}.
- Delen:
  - Voor {\displaystyle x\neq 0} is {\displaystyle 0/x=0};
  - {\displaystyle x/0} is voor geen enkele waarde van {\displaystyle x} gedefinieerd ("Door 0 mag je niet delen.", "Delen door nul, is flauwekul.") (zie verder: delen door nul)
  - Een speciaal geval van het vorige punt is {\displaystyle 0/0} dat ook niet gedefinieerd is.
- Machtsverheffen:
  - Voor {\displaystyle x\neq 0} is {\displaystyle x^{0}=1}. De uitdrukking {\displaystyle 0^{0}} is niet gedefinieerd.
  - Voor alle reële {\displaystyle x>0} geldt {\displaystyle 0^{x}=0}.
- Limieten: voor {\displaystyle x\neq 0} is
  - {\displaystyle \lim _{y\to 0}{\frac {y}{x}}=0}
  - {\displaystyle \lim _{y\downarrow 0}{\frac {x}{y}}=\infty \ } als {\displaystyle \ x>0\quad } en {\displaystyle \quad \lim _{y\downarrow 0}{\frac {x}{y}}=-\infty \ } als {\displaystyle \ x<0}
  - {\displaystyle \lim _{y\to 0}{\frac {y}{y}}=1}

## In de natuurwetenschappen

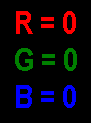
De RGB-code 0,0,0 resulteert in zwart

- In de natuurkunde komt de waarde nul veel voor. Bijvoorbeeld bij de temperatuurschaal in graden Celsius is nul de temperatuur van smeltend ijs. Het nulpunt van de temperatuurschaal kelvin is het absolute nulpunt. Vrijwel alle natuurkundige grootheden kunnen de waarde nul aannemen, sommige kwantummechanische grootheden echter niet, zoals de nulpuntsenergie.
- In de RGB-kleurcodering komt de waarde 0,0,0 overeen met de kleur zwart omdat elk van de drie kleuren 0% licht uitzendt.
- In de CMYK-kleurcodering komt de waarde 0,0,0,0 overeen met wit, omdat van elk van de vier kleuren 0% op het witte papier wordt gedrukt.
- In de kleurcode voor elektronische componenten wordt 0 aangeduid met de kleur zwart.
- In de kleurcodering in de bibliotheek wordt de 0 door de letter A op een wit vlak gerepresenteerd.
- In de economie betekent het getal nul dat er bijvoorbeeld geen vermogen is, of geen groei optreedt.
- In scenariostudies betekent de nul-situatie de huidige situatie, of de situatie zonder verdere ingrepen (vgl. de nulmeting).
- In de aanduiding van tijd is nul uur (of nul uur nul) het tijdstip midden in de nacht, dat overigens ook met twaalf uur of 24.00 uur wordt aangeduid; het is het begin van een nieuw etmaal.
- In de geneeskunde staat 0 voor een veel voorkomende bloedgroep.
- Het werkwoord nullen wordt gebruikt voor het op nul zetten van sommige meetapparatuur, bijvoorbeeld om dit te ijken
- In de informatica kiest men als laagste index vaak 0.
- 0 is in de booleaanse algebra de representatie van het tegenovergestelde van 1. 1 en 0 vormen daarin de enige twee mogelijkheden waarin een signaal zich kan bevinden.

## In de Nederlandse taal

Hiëroglief van de Maya's voor nul uit het jaar 36 v.Chr.. Dit is het eerste geregistreerde zelfstandige gebruik van het getal nul.

- In de Nederlandse taal wordt gesproken van één appel, twee appels, drie appels enz. Er wordt ook gesproken over nul appels en niet over nul appel. Na een hoofdtelwoord wordt een zelfstandig naamwoord altijd als meervoud uitgedrukt. Niet nul is dus de uitzondering, maar het getal een. In een breukgetal wordt echter ook het enkelvoud gebruikt: Hij heeft anderhalve appel.

- In de spreek- en schrijftaal wordt een persoon soms als een (echte) "nul" beschreven. Bedoeld wordt dan een nutteloos, onbeduidend of overbodig persoon, iemand zonder talenten.
- Iets kan van nul en generlei waarde, dus de moeite niet waard, zijn.
- Hij heeft nul op het rekest gekregen, op zijn verzoek werd niet ingegaan of hij kreeg een negatief antwoord.
- Je verstand op nul zetten, iets niet begrijpen en besluiten er verder dan ook maar niet over na te denken.
- Verstand op nul, blik op oneindig, een variant op bovenstaande.
- Dit dateert echt uit het jaar nul, dit is bijzonder ouderwets.
- Nul komma nul, echt helemaal niets.
- Een nul of nuldejaars is iemand die deelneemt aan de introductie- of kennismakingsweek of ontgroening van een universiteit of studentenvereniging; zie novitius.

## Nuloptie
Een nuloptie is de keuze van een aantal van nul, bijvoorbeeld: geen coffeeshops in de gemeente.
Soms wordt ook de term nulbeleid gebruikt.
Een feitelijk nulbeleid is geen formeel nulbeleid maar een beleid waarbij er zodanige voorwaarden worden gesteld dat vestiging in de praktijk onmogelijk is.

## Trivia
- In een mechanische of elektrische telmachine, kan de nul in het rood of in het zwart worden afgedrukt. De uitkomst van –10 + 10 is –0 (negatief) in het rood. Trekt men van +10 echter 10 af, dan wordt een zwarte nul (positief) afgedrukt.

## Gerelateerde onderwerpen
- Het jaar 0
- Het cijfer 0
- Lege verzameling
- Getallen en getalverzamelingen
- NaN
- Niets
- Nulpunt
- Null

nul ·
een ·
twee ·
drie ·
vier ·
vijf ·
zes ·
zeven ·
acht ·
negen ·
tien ·
elf ·
twaalf ·
dertien ·
veertien ·
vijftien ·
zestien ·
zeventien ·
achttien ·
negentien ·
twintig